# Левински, Моника
Мо́ника Сэ́милл Леви́нски (англ. Monica Samille Lewinsky; род. 23 июля 1973, Сан-Франциско, Калифорния) — американская активистка, модельер, социальный психолог и предпринимательница, основная участница общественного и политического скандала, возникшего по поводу её сексуальной связи с президентом Соединённых Штатов Биллом Клинтоном, с которым она познакомилась во время её работы в Белом доме стажёркой. Показания, данные Клинтоном под присягой относительно характера его знакомства с Левински, стали причиной для обвинения президента в лжесвидетельстве и начала процедуры импичмента Клинтона.

## Биография
Моника Левински родилась в Сан-Франциско в состоятельной семье и росла в различных городах Калифорнии. Её отец, врач-онколог Бернард Соломон Левински, родился в семье немецких евреев, бежавших из Германии в 1920-е годы в Сальвадор. Mать Моники, Марша Кэй Виленски, происходила из семьи литовского еврея Самуэля Виленски и его жены Брониславы Полещук, которая родилась в Тяньцзине в семье российских евреев.
По данным, опубликованным в российских СМИ, родственники Моники проживали в Витебской области Беларуси, и в 1987 году она приезжала в Белорусскую ССР.
В 1995 году Моника окончила Колледж Льюиса и Кларка (Портленд, штат Орегон), где изучала психологию.

## Роман с Клинтоном

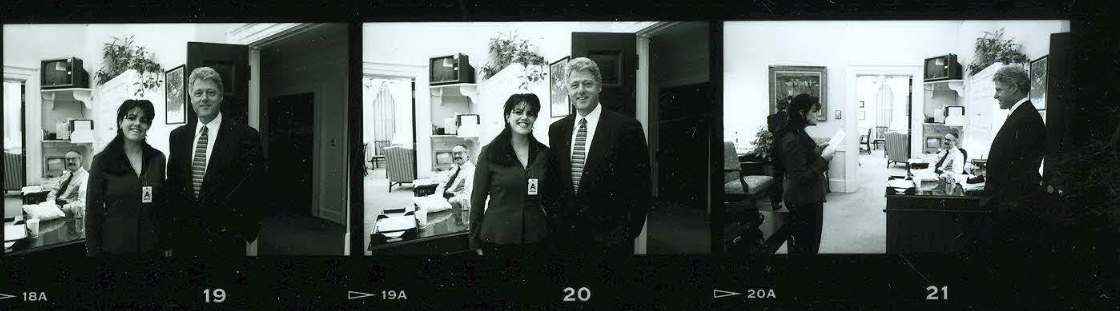
Билл Клинтон и Моника Левински

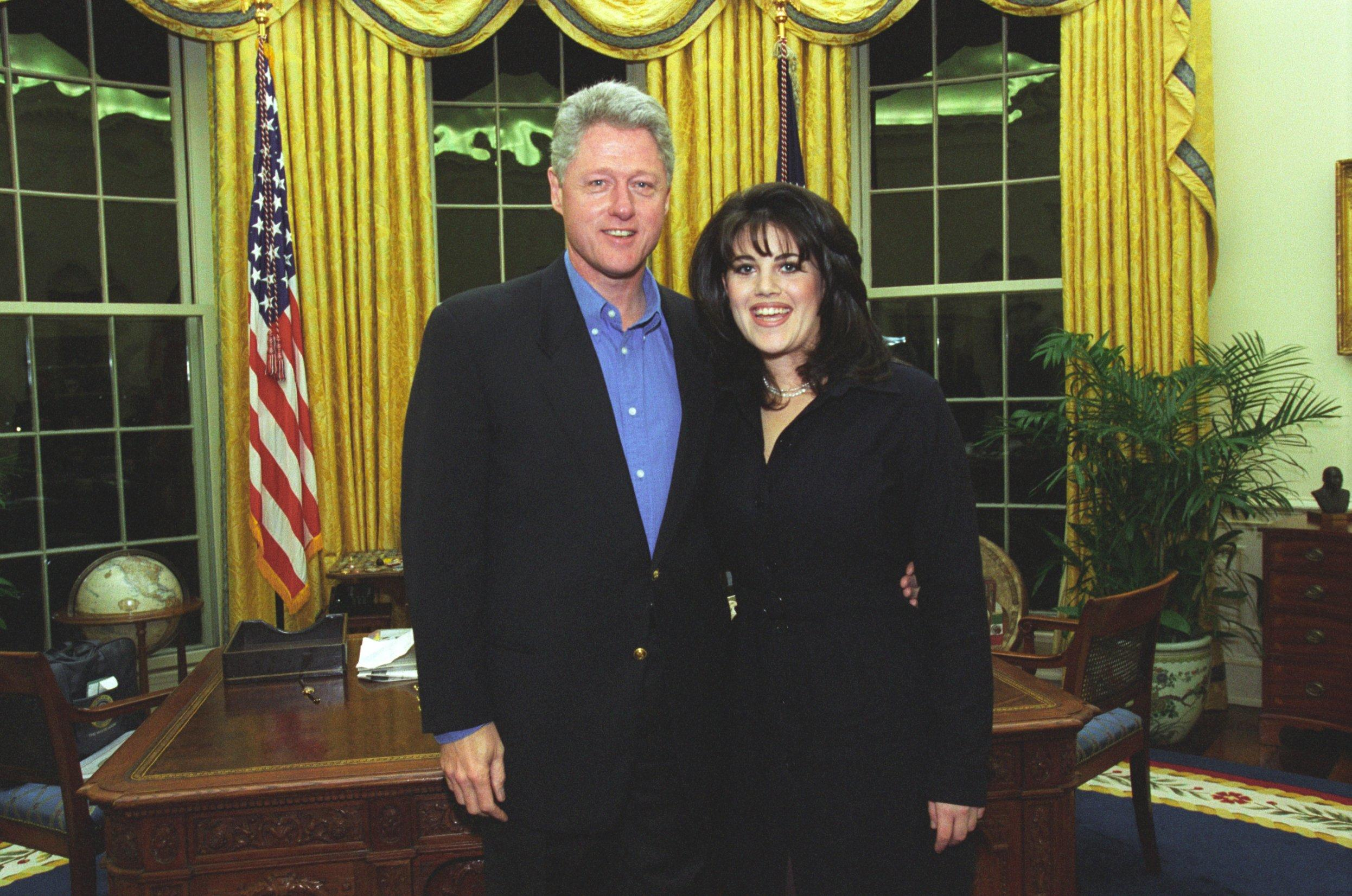
Билл Клинтон и Моника Левински - 28 февраля 1997 года

В 1996 году была на стажировке в Вашингтоне. К этому времени и относятся её отношения с Клинтоном.
В ходе расследования все их встречи выявлены и изложены общественности в исчерпывающих подробностях. Известно, в частности, следующее:
- пока Моника работала собственно в Белом доме, связи у них не было; она началась лишь после её перехода на службу в Пентагон, однако встречи любовников по-прежнему проходили в Белом доме (причём некоторые встречи происходили даже в Овальном кабинете — главном офисе президента США);
- Клинтон и Левински делали друг другу небольшие подарки.

## Расследование
Левински обсуждала свои отношения с президентом в частных беседах со своей близкой знакомой Линдой Трипп.
Телефонные разговоры с Левински Л. Трипп записала на магнитофон и передала их независимому прокурору Кеннету Старру, а также другой своей подруге, политически ангажированному литературному агенту. Трипп причастна также к ряду других политических скандалов; причины её личной заинтересованности в расследовании этих дел до сих пор не вполне ясны.
Прокурор Старр допросил саму Левински, получил от неё обширные показания и вещественное доказательство — синее платье со следами спермы президента Соединённых Штатов Америки.
За несколько лет до этих событий Клинтон уже допрашивался следствием: он обвинялся в сексуальных домогательствах по отношению к государственной служащей Поле Джонс в бытность губернатором Арканзаса.
В ходе расследования по делу Джонс всплывало и имя Левински, и президенту был задан прямой вопрос о характере отношений с последней, на что Клинтон сказал буквально следующее: «У меня не было сексуальных отношений с этой женщиной, мисс Левински. Сексуальных отношений нет» (англ. «I did not have sexual relations with that woman, Miss Lewinsky. There is no sexual relationship»). Теперь эта фраза стала уликой против Клинтона как лжесвидетеля.
19 августа 1998 года Клинтон, под давлением Старра, признал, что имел «недолжные» отношения с Левински, но продолжал отрицать виновность в лжесвидетельстве, поскольку истинность или ложность инкриминируемой ему фразы (первой из процитированных) явным образом зависит от того, понимать ли под «сексуальными отношениями» оральный секс или нет; Клинтон же утверждал, что не включает второе понятие в первое. Кроме того, вторая фраза, насчёт того, что отношений «нет» сейчас, тоже интерпретировалась адвокатами Клинтона как вносящая поправку в предыдущую.

## Импичмент
Старр предал добытые им сведения гласности, составив так называемый «доклад Старра», который был опубликован и размещён в Интернете; огромное внимание общественности было привлечено не только к сути обвинения против президента, но и к изложенным там подробностям дела.
Непосредственно затем Палата представителей США возбудила дело об отрешении Клинтона от должности по обвинению в лжесвидетельстве («клятвопреступление под высшей присягой», 228 голосов против 206) и препятствии правосудию (221 против 212) и большинством голосов вынесла ему импичмент 19 декабря 1998 года. Два других обвинения, однако, были отклонены, а именно в другом лжесвидетельстве по делу Полы Джонс и в превышении полномочий.
Затем, согласно Конституции США, с 7 января по 12 февраля 1999 года дело об импичменте Клинтона было рассмотрено сенатом США. Председательствовал в сенате верховный судья, делу был придан характер суда с участием прокурора и представителей обвиняемого, но свидетели и эксперты не вызывались. Для отрешения президента требовались голоса двух третей сенаторов, то есть 67 из 100; но обвинение в лжесвидетельстве было отклонено 55 голосами против 45, а по вопросу о препятствии правосудию мнения разделились пополам (50 против 50). Таким образом, импичмент был отклонён, и Клинтон остался в должности до истечения срока, на который был избран, то есть до 20 января 2001 года.

## Дальнейшая судьба
3 марта 1999 года Левински публично извинилась за свою роль в деле.
По собственному признанию, во время дела Левински преодолевала огромные психологические проблемы, связанные со стыдом, вниманием прессы и других СМИ, занимаясь вязанием на спицах, которое отвлекало её от всего.
Этот роман привел к тому, что Левински стала знаменитостью в поп-культуре, поскольку она стала центром политической бури. Её соглашение об иммунитете ограничивало то, о чём она могла говорить публично, но она смогла сотрудничать с Эндрю Мортоном в написании «Истории Моники», её биографии, которая включала её сторону дела Клинтона. Книга была опубликована в марте 1999 года; отрывок из этого материала также был использован на обложке журнала Time. 3 марта 1999 года Барбара Уолтерс взяла интервью у Левински в программе «20/20» на канале ABC. Программу посмотрели 70 миллионов американцев, что, по словам ABC, стало рекордом для новостного шоу. Левински заработала около 500 тыс. долларов от своего участия в книге и ещё 1,0 млн долларов от международных прав на интервью Уолтерса, но её по-прежнему мучили высокие счета за юридические услуги и расходы на жизнь.
Недолго в 2003 году работала телеведущей.
Позднее занималась бизнесом — до 2004 года у неё была своя фирма, производившая сумки.
С 2014 года выступает как активистка в борьбе против кибербуллинга (травли в Интернете). В 2014 году Моника в интервью американским СМИ заявила:
Я сама глубоко сожалею о том, что произошло между мной и президентом Клинтоном. Позвольте мне сказать это снова: Я. Сама. Глубоко. Сожалею. О том. Что случилось.
Оригинальный текст (англ.)I, myself, deeply regret what happened between me and President Clinton. Let me say it again: I. Myself. Deeply. Regret. What. Happened.

## Роль в истории
В 1998—1999 годах в связи со своим делом Моника была едва ли не самой известной женщиной в мире, героиней различного рода публицистических и юмористических сочинений.
Дело Левински стало поводом к импичменту президента США; это третья такая попытка в истории и первая, доведённая до последнего голосования (хотя всё же не увенчавшаяся положительным решением).
В 2019 году американский рэпер SAINt JHN выпустил трек под названием Monica Lewinsky.
Левински стала персонажем третьего сезона телесериала «Американская история преступлений», который вышел на экраны в 2021 году.